# Augocoris illustris
Augocoris illustris är en insektsart som först beskrevs av Fabricius 1781.  Augocoris illustris ingår i släktet Augocoris och familjen sköldskinnbaggar. Inga underarter finns listade i Catalogue of Life.